# Demetri Porphyrios

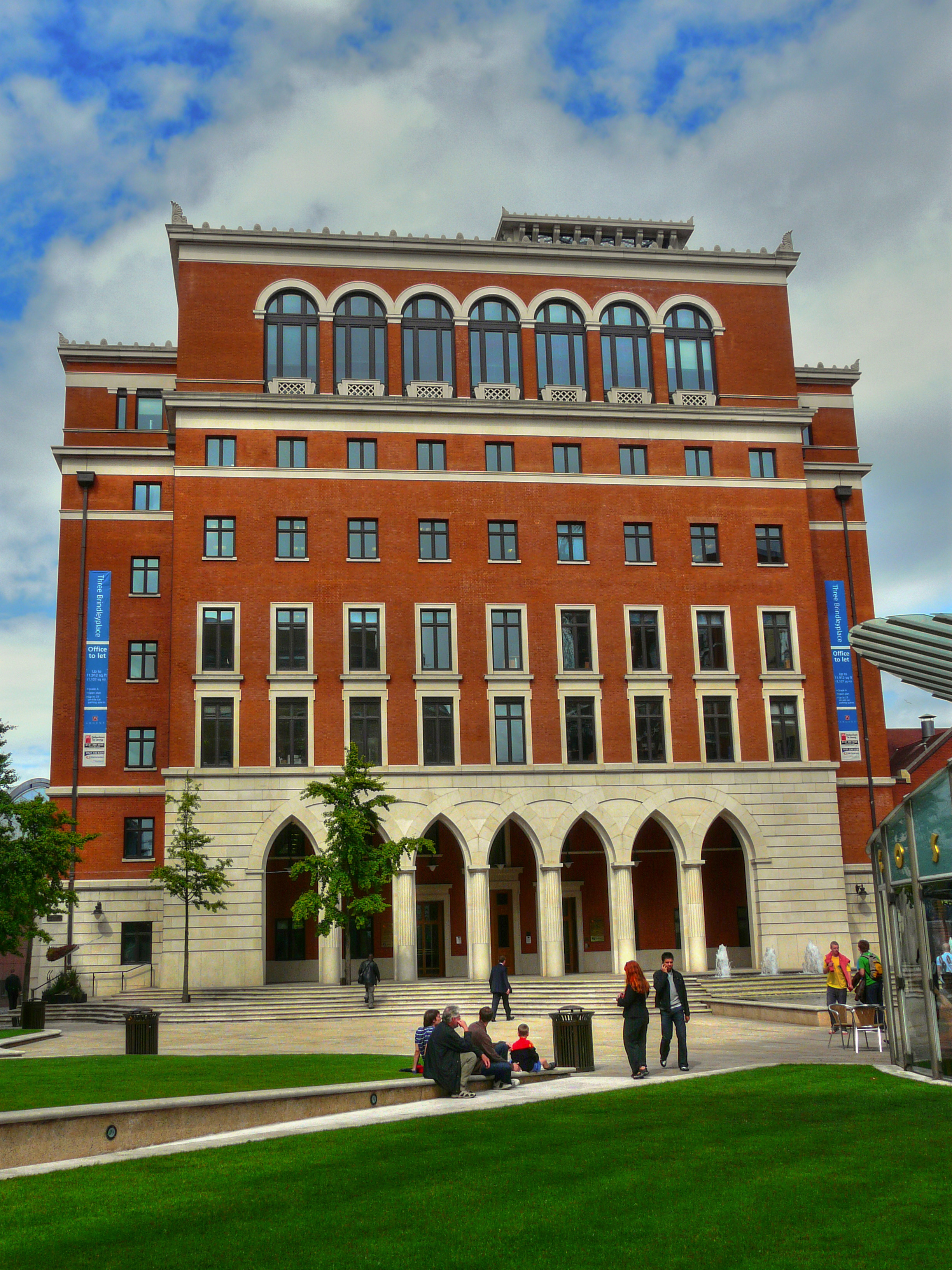
Three Brindleyplace in Brindleyplace

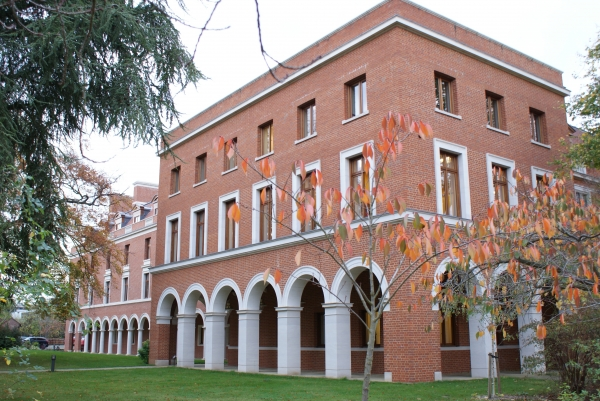
Ann’s Court, Selwyn College

Demetri Porphyrios (griechisch Δημήτρης Πορφύριος Dimitris Porfyrios, * 1949) ist ein griechischer Architekt.

## Leben
Demetri Porphyrios ist von seiner Ausbildung her ein Architekt der Moderne. Er studierte an der Princeton University. Mit einer Dissertation über Alvar Aalto wurde er promoviert. Er betreibt das Architekturstudio Porphyrios Associates und ist Gastprofessor an der Yale School of Architecture.
Porphyrios tritt für eine historistische Architektur in der Tradition der alten Baumeister ein. Seine Bauten sind der Neugotik und dem Neoklassizismus zuzurechnen und orientieren sich in Materialauswahl und Formensprache sehr streng an historischen Bauten, hierfür wurde er mit dem Driehaus-Architektur-Preis ausgezeichnet.
Er arbeitete bei Publikationen mit dem post-modernen Architekten Léon Krier zusammen.
Seine Projekte liegen schwerpunktmäßig in Griechenland und im Vereinigten Königreich. In Deutschland hat er in Berlin und Frankfurt (Hotel Villa Kennedy) gebaut.

## Schriften
- Klassisches Bauen. Deutsche Verlagsanstalt, 1993.
- Sources of Modern Eclecticism. Academy Editions, London 1982.
- Selected Buildings & Writings (Architectural Monographs No. 25). Academy Editions, London 1993.
- Building and Rational Architecture. Academy Editions, London.